# Cabernet franc
Cabernet franc je jako stara crvena sorta grožđa, nastala najvjerojatnije genetskim mutacijama divlje loze.
Spontanim križanjem Cabernet franca i Sauvignon Blanca nastao je poznati i cijenjeni Cabernet Sauvignon, tako da je iako mnogo stariji Cabernet franc ostao u sjeni svog mnogo poznatijeg 'velikog brata', što svakako ne zaslužuje. 

Ostali nazivi: Aceria, Arrouya, Bordo, Bouchet, Breton, Burdeas Tinto, Cabernet, Cabernet Aunis, Cabernet Franco, Cabernet Frank, Capbreton Rouge, Carmenet, Gamput, Gros Bouchet, Grosse Vidure, Mencía, Méssanges Rouge, Morenoa, Noir Dur, Petit Fer, Petite Vidure, Plant Breton, Plant de Sables, Rouge, Trouchet Noir, Véronais, Veron Bouchy, Cabernet frank Breton.

## Vanjske poveznice
- Mali podrum  Arhivirana inačica izvorne stranice od 28. rujna 2007. (Wayback Machine) - Cabarnet franc; hrvatska vina i proizvođači